# 16 września
16 września jest 259. (w latach przestępnych 260.) dniem w kalendarzu gregoriańskim. Do końca roku pozostaje 106 dni.

## Święta
- Imieniny obchodzą: Abundancjusz, Antym, Cyprian, Edda, Edyta, Eufemia, Eugenia, Franciszek, Geminian, Innocencja, Innocenta, Innocentyna, Jan, Kamila, Kornel, Korneli, Korneliusz, Ludmiła, Łucja, Ninian, Sebastiana, Sędzisław i Wiktor.
- Meksyk – Święto Niepodległości
- Papua-Nowa Gwinea – Święto Niepodległości
- Polska – Dzień Bluesa[1] (od 2006, w dniu urodzin B.B. Kinga)
- Międzynarodowe:
  - Międzynarodowy Dzień Ochrony Warstwy Ozonowej (ustanowione przez Zgromadzenie Ogólne ONZ w 1994)
  - Rozpoczyna się Europejski Tydzień Zrównoważonego Transportu (do 22 września)
- Wspomnienia i święta w Kościele katolickim[2][3] obchodzą:
  - święci: Abundiusz i Abundancjusz oraz Marcjan i Jan, umęczeni za wiarę w Rignano przy Via Flaminia ok. 304 roku
  - św. Cyprian (biskup i męczennik)
  - św. Eufemia z Chalcedonu (męczennica)
  - błogosławieni Zapotekowie: Jan Chrzciciel i Hiacynt od Aniołów
  - św. Jan Macias (brat zakonny)
  - św. Kamila z Tuluzy (cysterka)
  - św. Korneliusz (papież)
  - św. Ludmiła Czeska (księżna i męczennica)
  - bł. Ludwik Aleman (kardynał i arcybiskup)
  - św. Ninian (apostoł Szkocji)
  - św. Sebastiana z Heraklei (męczennica)
  - bł. Wiktor III (papież)

## Wydarzenia w Polsce

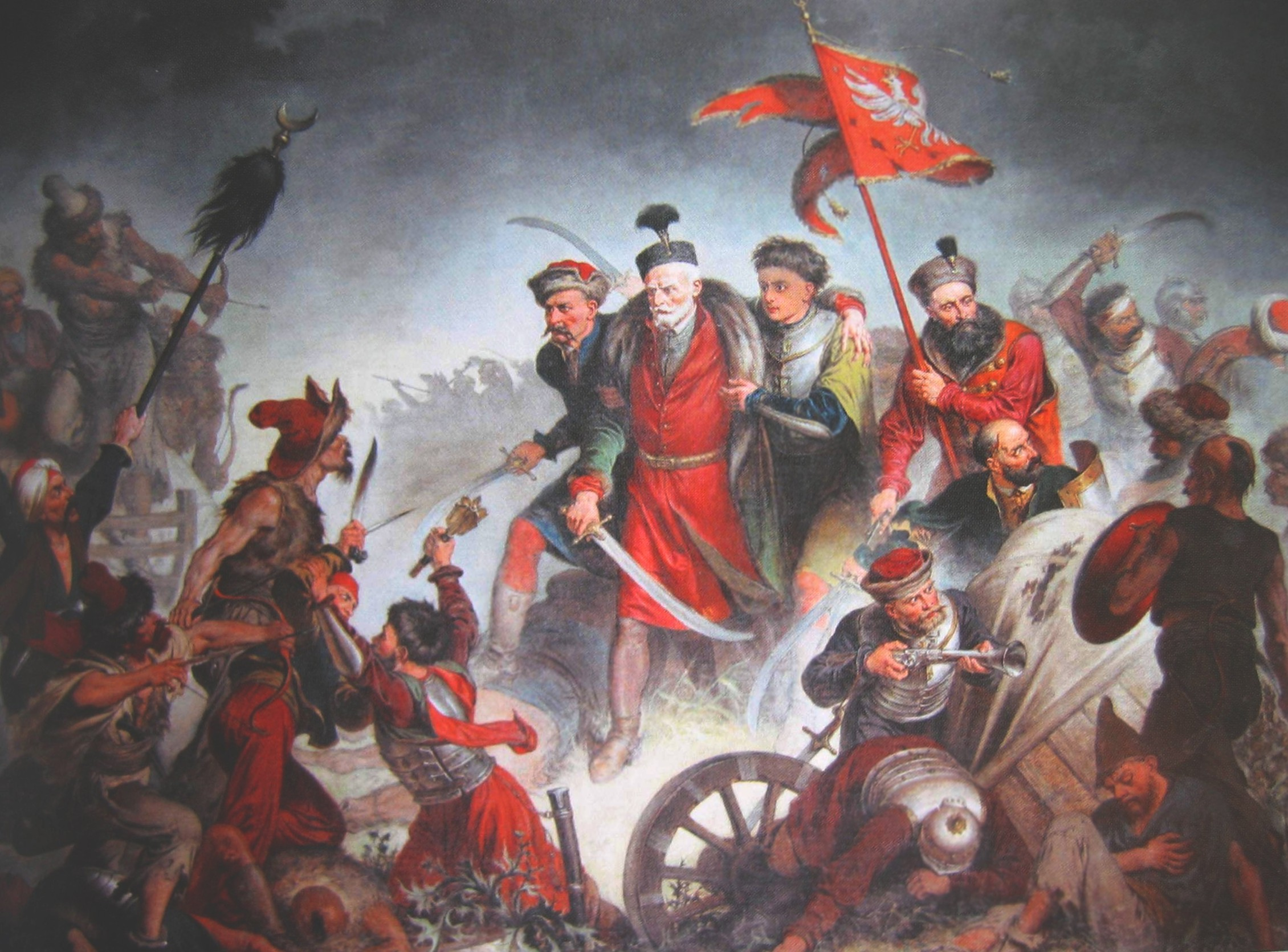
Śmierć hetmana Stanisława Żółkiewskiego pod Cecorą (1620) na obrazie Jana Kantego Walerego Eljasza-Radzikowskiego

- 1497 – Darłowo zostało zalane przez tsunami wywołane eksplozją metanu uwolnionego z dna morskiego[potrzebny przypis].
- 1620 – Pod Cecorą rozpoczęła się bitwa wojsk polskich dowodzonych przez hetmana Stanisława Żółkiewskiego z Turkami.
- 1644:
  - Król Władysław IV Waza wraz z kilkoma senatorami podjął decyzję o przekazaniu Rosji granicznego grodu Trubeck, który traktat polanowski z 1634 roku przyznawał Litwie.
  - Pożar strawił większą część Kostrzyna.
- 1655 – Potop szwedzki: zwycięstwo wojsk szwedzkich w bitwie pod Żarnowem, które umożliwiło im zajęcie Małopolski.
- 1658 – Została zawarta unia hadziacka między Rzecząpospolitą a Hetmanatem.
- 1668 – Król Polski Jan II Kazimierz Waza abdykował i w kwietniu następnego roku wyjechał do Francji.
- 1831 – Cesarz Rosji Mikołaj I Romanow powołał Rząd Tymczasowy Królestwa Polskiego na czele z Fiodorem Engelem.
- 1863:
  - Kalikst Witkowski został komisarycznym prezydentem Warszawy.
  - Powstanie styczniowe: zwycięstwo wojsk rosyjskich w II bitwie pod Małogoszczem.
- 1877 – W Gietrzwałdzie miało miejsce ostatnie objawienie Matki Boskiej.
- 1902 – Ze Szwajcarii do Polski przybyli pierwsi saletyni.
- 1914 – I wojna światowa: wojska rosyjskie rozpoczęły II oblężenie Twierdzy Przemyśl.
- 1920 – Wojna polsko-bolszewicka: stoczono bitwę pod Dytiatynem zwaną polskimi Termopilami.
- 1922 – Otwarto linię kolejową Reda-Hel.
- 1928 – Feliks Więcek wygrał 1. Tour de Pologne.
- 1930 – Na rozkaz premiera marszałka Józefa Piłsudskiego rozpoczęła się pacyfikacja Małopolski Wschodniej, wywołana akcjami sabotażowymi i terrorystycznymi Ukraińskiej Organizacji Wojskowej.
- 1934:
  - „Dar Pomorza” wypłynął w rejs dookoła świata.
  - Pilot Jerzy Bajan i mechanik Gustaw Pokrzywka wygrali na samolocie RWD-9 odbywające się w Warszawie międzynarodowe zawody lotnicze Challenge 1934.
- 1937 – Premiera filmu Znachor w reżyserii Michała Waszyńskiego.
- 1939 – Kampania wrześniowa:
  - Funkcjonariusze niemieckich Einsatzgruppen rozpoczęli masakrę przemyskich Żydów, w wyniku której w dniach 16–19 września zginęło 500–600 osób.
  - Rano samoloty niemieckie zrzuciły na Warszawę ulotki wzywające do poddania miasta. Na skrzyżowaniu ulic Podskarbińskiej i Grochowskiej pojawili się niemieccy parlamentariusze z pismem do dowódcy obrony miasta, w którym żądali kapitulacji. Gen. dyw. Juliusz Rómmel odmówił, wskutek czego rozpoczął się huraganowy ostrzał artyleryjski połączony z nalotami bombowymi.
  - Wojska niemieckie zajęły Kutno, Łowicz i Zamość.
  - W wyniku niemieckich bombardowań zamilkły rozgłośnie Polskiego Radia w Wilnie i Baranowiczach.
  - Zakończyła się zwycięska bitwa pod Jaworowem.
  - Zakończyła się obrona Sochaczewa.
- 1942 – W Kiełczygłowie pod Łodzią Niemcy dokonali publicznej egzekucji 10 Polaków przywiezionych z więzienia policyjnego w Radogoszczu.
- 1944 – 47. dzień powstania warszawskiego: Śródmieście znajdowało się pod ciężkim ogniem artyleryjskim.
- 1956 – Marian Więckowski wygrał 13. Tour de Pologne.
- 1966 – Wyemitowano premierowe wydania lokalnych programów informacyjnych: Kronika (TVP Kraków) i Kronika (TVP Szczecin).
- 1975 – Dokonano oblotu samolotu PZL M-20 Mewa.
- 1977 – Premiera filmu animowanego Wielka podróż Bolka i Lolka w reżyserii Władysława Nehrebeckiego i Stanisława Dülza.
- 1978 – W Warszawie odsłonięto pomnik Ignacego Jana Paderewskiego.
- 1984 – 12 osób zginęło w katastrofie samolotu An-2 w Polskiej Nowej Wsi koło Opola.
- 1988:
  - Polska nawiązała stosunki dyplomatyczne ze Wspólnotą Europejską.
  - Rozpoczęły się opozycyjno-rządowe rozmowy w Magdalence.
- 1989 – Założono Centrum im. Adama Smitha z siedzibą w Warszawie.
- 1993:
  - Ostatni oddział wojsk rosyjskich opuścił Polskę.
  - Utworzono Park Narodowy Gór Stołowych.
- 1996 – Uruchomiono sieć telefonii komórkowej Era.
- 1997 – Otwarto Instytut „Centrum Zdrowia Matki Polki” w Łodzi.
- 2005 – Polska edycja Wikipedii przekroczyła próg 100 000 utworzonych haseł.
- 2007 – W Licheniu Starym odbyła się beatyfikacja o. Stanisława Papczyńskiego założyciela Zgromadzenia Księży Marianów. Uroczystości przewodniczył sekretarz stanu Stolicy Apostolskiej kard. Tarcisio Bertone.

## Wydarzenia na świecie
- 1180 – Cesarz Niemiec Fryderyk I Barbarossa oddał Bawarię w lenno Ottonowi I Bawarskiemu.
- 1400 – Buntownik Owen Glendower ogłosił się księciem Walii.
- 1410 – Rekonkwista: król Aragonii i Sycylii Ferdynand I Sprawiedliwy odbił z rąk arabskich miasto Antequera.
- 1494 – Andrzej Paleolog zawarł układ z królem Francji Karolem VIII Walezjuszem, przekazując mu prawa do tronów Konstantynopola, Trapezuntu i Serbii (zatrzymał sobie prawa do despotatu Morei ) w zamian za 1200 złotych dukatów rocznej pensji.
- 1503 – Rozpoczęło się konklawe na którym 22 września, w miejsce zmarłego Aleksandra VI, wybrano na papieża Piusa III.
- 1540 – Cesarz rzymski i król Hiszpanii Karol V Habsburg założył archiwum narodowe na zamku w Simancas.
- 1542 – Hiszpański podbój Peru: stoczono bitwę pod Chupas.
- 1545 – Papież Paweł III utworzył Księstwo Parmy i Piacenzy i przyznał je swemu synowi Piotrowi Farnese.
- 1620 – Tzw. pielgrzymi wypłynęli na statku „Mayflower” z Plymouth w Anglii do Ameryki Północnej.
- 1652 – Wojna francusko-hiszpańska: wojska hiszpańskie ponownie zajęły Dunkierkę.
- 1726 – W dolinie Sedmídolí zabito ostatniego niedźwiedzia brunatnego po czeskiej stronie Karkonoszy.
- 1744 – II wojna śląska: wojska pruskie zajęły Pragę.
- 1776 – Wojna o niepodległość Stanów Zjednoczonych: zwycięstwo Amerykanów w bitwie na wzgórzach Harlemu.
- 1779 – Wojna o niepodległość Stanów Zjednoczonych: rozpoczęła się bitwa pod Savannah.
- 1795 – Holenderska Kolonia Przylądkowa w południowej Afryce skapitulowała przed wojskami brytyjskimi.
- 1807 – We Francji utworzono Trybunał Obrachunkowy.
- 1810 – Meksyk ogłosił niepodległość (od Hiszpanii).
- 1813 – VI koalicja antyfrancuska: w bitwie pod Peterwalde polscy szwoleżerowie rozbili pułk huzarów pruskich i wzięli do niewoli syna feldmarszałka Gebharda von Blüchera.
- 1817 – Czeski pisarz i językoznawca Václav Hanka ogłosił odkrycie XIII-XIV wiecznego Rękopisu królowodworskiego, który później został zdemaskowany jako mistyfikacja.
- 1820 – Niemiecki fizyk i chemik Johann Schweigger zaprezentował na Uniwersytecie w Halle działanie wynalezionego przez siebie galwanometru.
- 1824:
  - Dionisio de Herrera został prezydentem Hondurasu.
  - Karol X Burbon został królem Francji.
- 1831 – Po upadku Warszawy w czasie powstania listopadowego francuski minister spraw zagranicznych Horace Sébastiani wygłosił przed Izbą Deputowanych deklarację zakończoną słowami: „porządek panuje w Warszawie”.
- 1837 – Zgodnie z prawem portugalskim w dniu narodzin następcy tronu księcia Piotra jego ojciec Ferdynand II Koburg, drugi mąż królowej Marii II, otrzymał tytuł króla iure uxoris.
- 1847 – Manuel de la Peña i Peña został tymczasowym prezydentem Meksyku.
- 1848 – Amerykanie William i George Bondowie odkryli Hyperiona, jeden z księżyców Saturna. Dwa dni później niezależnie odkrył go Brytyjczyk William Lassell.
- 1850 – Uruchomiono pierwszy odcinek kolei w Meksyku Veracruz-Molino o długości 11 km.
- 1854 – Po raz pierwszy wykonano publicznie hymn Meksyku.
- 1868 – Kanadyjski astronom James Watson odkrył planetoidę (105) Artemis.
- 1873 – Hasan I został sułtanem Maroka.
- 1882 – Wielka powódź w Weronie.
- 1890 – W niewyjaśnionych okolicznościach zaginął bez śladu francuski wynalazca Louis Le Prince, uważany za pierwszego twórcę filmowego na świecie.
- 1896 – Zwodowano hiszpański krążownik pancerny „Cristóbal Colón”.
- 1908 – Założono amerykańską firmę General Motors.
- 1909 – Założono żydowski klub sportowy Hakoah Wiedeń.
- 1912 – Niemiecki astronom Max Wolf odkrył planetoidę (733) Mocia.
- 1918 – Ustanowiono radziecki Order Czerwonego Sztandaru.
- 1919 – We Władywostoku powołano Polski Komitet Ratunkowy Dzieci Dalekiego Wschodu.
- 1920 – 38 osób zginęło, a około 400 zostało rannych w wyniku wybuchu bomby ukrytej w wozie konnym na Wall Street w Nowym Jorku.
- 1923 – Otwarto dzisiejszy RheinEnergieStadion w Kolonii.
- 1924 – W południowej Besarabii wybuchło powstanie ludności ukraińskiej przeciwko władzom rumuńskim.
- 1931 – W obozie koncentracyjnym w Suluk koło Bengazi został powieszony przywódca powstania antywłoskiego i libijski bohater narodowy Umar al-Muchtar.
- 1932:
  - Brytyjski pilot Cyryl Uwins ustanowił zmodyfikowanym samolotem Vickers Vespa światowy rekord wysokości lotu (13 404 m).
  - Premiera amerykańskiego melodramatu Blond Venus w reżyserii Josef von Sternberga.
- 1939:
  - Bitwa o Atlantyk: pierwszy w trakcie wojny atak niemieckiego U-Boota na konwój aliancki OB-4, płynący z Liverpoolu do Ameryki Północnej.
  - Radziecko-japońskie walki graniczne: zwycięstwem wojsk radzieckich zakończyła się trwająca od 11 maja bitwa nad Chałchin-Goł.
  - W Meksyku założono Partię Akcji Narodowej (PAN).
  - Zbiornikowiec „Eocene” z ładunkiem 75 ton polskiego złota wypłynął z rumuńskiej Konstancy do Stambułu.
- 1940:
  - II wojna światowa w Afryce: wojska włoskie zdobyły miasto Sidi Barrani w północno-zachodnim Egipcie.
  - W USA wprowadzono obowiązkową służbę wojskową.
- 1941 – Szach Iranu Reza Szah Pahlawi, pod naciskiem Wielkiej Brytanii i ZSRR, abdykował na rzecz swego syna Mohammada Rezy Pahlawiego.
- 1942 – Powstała albańska Armia Narodowo-Wyzwoleńcza.
- 1944 – Lewicowi partyzanci z ELAS w bitwie pod Meligalas (13–16 września) na Peloponezie odnieśli zwycięstwo nad lokalnym garnizonem kolaboracyjnych Batalionów Bezpieczeństwa, po czym dokonali masakry co najmniej 800 jeńców.
- 1945:
  - Skapitulowały ostatnie japońskie jednostki w Hongkongu.
  - W USA zaprezentowano prototyp pierwszej elektronicznej maszyny do liczenia ENIAC.
- 1946 – Założono włoskie linie lotnicze Alitalia.
- 1955 – Na Morzu Białym dokonano pierwszego wystrzelenia pocisku balistycznego z pokładu okrętu podwodnego.
- 1962 – Kryzys kubański: amerykański samolot szpiegowski sfotografował na Kubie radzieckie rakiety średniego zasięgu.
- 1963 – Utworzono Federację Malezji.
- 1969 – Glenn Heights w Teksasie uzyskało prawa miejskie.
- 1970 – Seryjny morderca Boris Sieriebriakow został skazany przez Sąd Okręgowy w Kujbyszewie (Samarze) na karę śmierci.
- 1975:
  - Dokonano oblotu radzieckiego myśliwca MiG-31.
  - Mozambik, Republika Zielonego Przylądka oraz Wyspy Świętego Tomasza i Książęca zostały członkami ONZ.
  - Papua-Nowa Gwinea proklamowała niepodległość (od Australii).
- 1976:
  - Urzędujący prezydent Egiptu Anwar as-Sadat został wybrany na drugą kadencję, zdobywając (jako jedyny kandydat) 99,9% głosów przy frekwencji 95,7%.
  - Wielokrotny mistrz świata i Europy w pływaniu z płetwami Szawarsz Karapetjan uratował podczas treningu 20 spośród 92 osób z trolejbusu, który wpadł do jeziora pod Erywaniem.
  - W mieście La Plata w Argentynie rozpoczęła się seria porwań uczniów szkół średnich („noc ołówków”), będąca jednym z najbardziej znanych przejawów represji argentyńskiej dyktatury w ramach planu Procesu Reorganizacji Narodowej.
- 1977:
  - Węgry i Czechosłowacja podpisały w Budapeszcie umowę w sprawie budowy na Dunaju kontrowersyjnej zapory wodnej Gabčíkovo-Nagymaros.
  - Zakończono budowę pierwszego amerykańskiego wahadłowca Enterprise.
- 1978:
  - Muhammad Zia ul-Haq został prezydentem Pakistanu.
  - W trzęsieniu ziemi w irańskim mieście Tabas zginęło 25 tys. osób.
- 1979:
  - Rodziny Strelzyk i Wetzel (w sumie 8 osób) uciekły w nocy w balonie na ogrzane powietrze własnej konstrukcji z nadgranicznego Bad Lobenstein w Turyngii w NRD do leżącej w Bawarii miejscowości Naila.
  - Ukazał się singiel Rapper's Delight amerykańskiej grupy The Sugarhill Gang, który jako pierwszy w historii utwór hip-hopowy pojawił się na listach przebojów.
- 1980 – Saint Vincent i Grenadyny zostało członkiem ONZ.
- 1981 – Telewizja BBC wyemitowała premierowy odcinek serialu animowanego Listonosz Pat.
- 1982 – Rozpoczęła się rzeź palestyńskich uchodźców w libańskich obozach Sabra i Szatila.
- 1983 – Arnold Schwarzenegger otrzymał amerykańskie obywatelstwo.
- 1985:
  - W Kenii odnaleziono szkielet Homo erectusa.
  - Włoski rząd zaaprobował budowę mostu łączącego Kalabrię z Sycylią.
- 1986 – Pożar w kopalni złota Kinross w południowoafrykańskim Transwalu spowodował śmierć 177 osób.
- 1987:
  - Podpisano Protokół Montrealski w sprawie zwalczania dziury ozonowej.
  - Zaprezentowano Škodę Favorit.
- 1991 – Senat Filipin odrzucił nowy traktat o wojskowych bazach USA, co spowodowało wycofanie wojsk amerykańskich do listopada 1992 roku.
- 1992:
  - Parlament Europejski ratyfikował układ stowarzyszeniowy z Polską.
  - W wyniku ataku spekulacyjnego funt szterling został zdewaluowany i zmuszony do opuszczenia systemu ERM (tzw. „czarna środa”).
- 1996:
  - Rozpoczęła się misja STS-79 wahadłowca Atlantis.
  - Rumunia i Węgry podpisały w Timișoarze traktat o współpracy i dobrym sąsiedztwie.
- 1999:
  - 17 osób zginęło w zamachu bombowym na budynek mieszkalny w rosyjskim Wołgodońsku.
  - W holenderskiej telewizji wystartowała pierwsza edycja reality show Big Brother.
  - Zaginęli bez śladu białoruscy opozycjoniści Wiktar Hanczar i Anatol Krasouski.
- 2000 – W Kijowie porwano niezależnego dziennikarza Heorhija Gongadzego.
- 2003 – 67 więźniów zginęło w pożarze największego więzienia w stolicy Arabii Saudyjskiej, Rijadzie.
- 2004 – Rozpoczął się trwający 310 dni lokaut w NHL, którego skutkiem było odwołanie całego sezonu 2004/05.
- 2005 – W Nowym Jorku zakończył się Światowy Szczyt ONZ.
- 2007:
  - 90 osób zginęło, a 40 zostało rannych w katastrofie samolotu McDonnell Douglas MD-80 na tajlandzkiej wyspie Phuket.
  - W stolicy Iraku Bagdadzie ochroniarze z amerykańskiej firmy Blackwater zastrzelili 17 irackich cywilów.
- 2008:
  - Hiszpański Sąd Najwyższy zdelegalizował Baskijską Akcję Nacjonalistyczną (ANV).
  - Syria mianowała pierwszego ambasadora w Iraku od zerwania stosunków dyplomatycznych w 1982 roku.
- 2009 – Yukio Hatoyama został premierem Japonii.
- 2010 – Papież Benedykt XVI rozpoczął podróż apostolską do Wielkiej Brytanii.
- 2012 – Hassan Sheikh Mohamud został zaprzysiężony na urząd prezydenta Somalii.
- 2013 – Na terenie byłej stoczni i fabryki broni Washington Navy Yard w Waszyngtonie bandyta Aaron Alexis zastrzelił 12 osób, a następnie sam zginął podczas strzelaniny z policją.
- 2014 – W samobójczym zamachu bombowym na konwój wojskowy w Kabulu zginęło trzech żołnierzy (polski i dwóch amerykańskich), a 18 osób zostało rannych.
- 2015 – 16 osób zginęło, a 34 zostały ranne w trzęsieniu ziemi w Illapel w środkowym Chile.
- 2018 – Kenijczyk Eliud Kipchoge wygrał 45. Maraton Berliński, ustanawiając czasem 2:01:39 rekord świata w tej konkurencji.
- 2020 – Yoshihide Suga został premierem Japonii.
- 2022 – Po śmierci 22-letniej Mahsy Amini, brutalnie pobitej trzy dni wcześniej w Teheranie przez policję obyczajową za nieprzestrzeganie przepisów dotyczących stroju, w Iranie rozpoczęły się antyrządowe protesty o charakterze społeczno-obyczajowym.
- 2023 – 14 osób zginęło w katastrofie należącego do linii Manaus Aerotáxi samolotu Embraer EMB 110 Bandeirante w brazylijskim Barcelos.

## Urodzili się
- 16 – Julia Druzylla, siostra cesarza Kaliguli (zm. 38)
- 1098 – Hildegarda z Bingen, niemiecka mistyczka, kompozytorka, poetka, wizjonerka, uzdrowicielka, doktor Kościoła, święta (zm. 1179)
- 1295 – Elizabeth de Clare, angielska arystokratka (zm. 1360)
- 1387 – (lub 9 sierpnia) Henryk V Lancaster, król Anglii (zm. 1422)
- 1462 – Pietro Pomponazzi, włoski filozof (zm. 1525)
- 1494 – Francesco Maurolico, włoski matematyk, astronom, historyk (zm. 1575)
- 1507 – Jiajing, cesarz Chin (zm. 1567)
- 1557 – Jacques Mauduit, francuski kompozytor (zm. 1627)
- 1584:
  - Matthias Gallas, austriacki dowódca wojskowy (zm. 1647)
  - Giulio Roma, włoski kardynał (zm. 1652)
- 1615 – Heinrich Bach, niemiecki kompozytor, organista (zm. 1692)
- 1625 – Grzegorz Barbarigo, włoski kardynał, święty (zm. 1697)
- 1628 – Christoph Dietrich von Bose starszy, królewsko-polski i elektorsko-saski rzeczywisty tajny radca (zm. 1708)
- 1647 – Benoîte Rencurel, francuska tercjarka dominikańska, mistyczka, Służebnica Boża (zm. 1718)
- 1651 – Engelbert Kaempfer, niemiecki podróżnik, lekarz (zm. 1716)
- 1666 – Antoine Parent, francuski fizyk, matematyk (zm. 1716)
- 1678 – Henry St John, brytyjski arystokrata, polityk, dyplomata, historyk, filozof (zm. 1751)
- 1689 – Korneliusz Lebiecki, polski duchowny greckokatolicki, biskup włodzimiersko-brzeski (zm. 1730)
- 1704 – Louis de Jaucourt, francuski pisarz, naukowiec, encyklopedysta, lekarz (zm. 1779)
- 1720 – Carlo Magini, włoski malarz (zm. 1806)
- 1721 – Domenico Corvi, włoski malarz (zm. 1803)
- 1722 – Christian IV Wittelsbach, hrabia palatyn i książę Palatynatu-Zweibrücken (zm. 1775)
- 1736:
  - Carter Braxton, amerykański polityk (zm. 1797)
  - Johannes Tetens, niemiecki filozof (zm. 1807)
- 1745 – Michaił Kutuzow, rosyjski feldmarszałek (zm. 1813)
- 1768 – Rozalia Lubomirska, polska księżna (zm. 1794)
- 1777 – Nathan Mayer Rothschild, brytyjski bankier pochodzenia żydowskiego (zm. 1836)
- 1782 – Daoguang, cesarz Chin (zm. 1850)
- 1787 – Michał Mioduszewski, polski duchowny katolicki, kompozytor, zbieracz pieśni religijnych (zm. 1868)
- 1792:
  - Kajetan Morozewicz, polski prawnik, ekonomista, uczestnik powstania listopadowego (zm. 1869)
  - James Francis Stephens, amerykański zoolog, ornitolog, entomolog (zm. 1852)
- 1795 – Giuseppe Saverio Mercadante, włoski kompozytor (zm. 1870)
- 1799 – Franciszek Jaccard, francuski misjonarz, męczennik, święty (zm. 1838)
- 1800 – Józef Nowakowski, polski pianista, kompozytor, pedagog (zm. 1865)
- 1810 – Sidney Herbert, brytyjski arystokrata, polityk (zm. 1861)
- 1812:
  - Anna Louisa Geertruida Bosboom-Toussaint, holenderska pisarka pochodzenia francuskiego (zm. 1886)
  - Robert Fortune, szkocki botanik (zm. 1880)
- 1814 – Ludwik Ruczka, polski duchowny katolicki, polityk (zm. 1896)
- 1822 – Zofia Węgierska, polska pisarka, felietonistka (zm. 1869)
- 1823:
  - Ambroise-Auguste Liébeault, francuski lekarz (zm. 1904)
  - Michał Obrenowić, książę Serbii (zm. 1868)
  - Francis Parkman, amerykański historyk (zm. 1893)
- 1825 – Simeon Bavier, szwajcarski polityk, prezydent Szwajcarii (zm. 1896)
- 1826 – Ernest I, książę Saksonii-Altenburga, generał pruski (zm. 1908)
- 1831 – Maurycy Madurowicz, polski ginekolog-położnik (zm. 1894)
- 1832 – George Lee, amerykański (konfederacki) porucznik, wykładowca akademicki (zm. 1913)
- 1837 – Piotr V, król Portugalii (zm. 1861)
- 1840 – Domenico Menotti Garibaldi, włoski i polski generał (zm. 1903)
- 1843 – Johannes Joseph Koppes, luksemburski duchowny katolicki, biskup Luksemburga (zm. 1918)
- 1844 – Leonia Franciszka Aviat, francuska zakonnica, święta (zm. 1914)
- 1846 – Seth Carlo Chandler, amerykański astronom (zm. 1913)
- 1851:
  - Ludomił German, polski działacz społeczny, dramatopisarz, krytyk literacki, polityk (zm. 1920)
  - Emilia Pardo Bazán, hiszpańska arystokratka, pisarka, poetka, tłumaczka, feministka (zm. 1921)
- 1853 – Albrecht Kossel, niemiecki biochemik, laureat Nagrody Nobla (zm. 1927)
- 1854 – Zhang Xun, chiński wojskowy, polityk, premier Chin (zm. 1923)
- 1856 – Wilhelm von Gloeden, niemiecki baron, fotograf (zm. 1931)
- 1858 – Andrew Bonar Law, brytyjski polityk, premier Wielkiej Brytanii (zm. 1923)
- 1859 – Yuan Shikai, chiński generał, polityk, prezydent i cesarz Chin (zm. 1916)
- 1860 – Hermann Kusmanek von Burgneustädten, austro-węgierski generał (zm. 1934)
- 1861:
  - Franciszek Skutnik, polski górnik, pisarz amator (zm. ?)
  - Frank Charles Wachter, amerykański przedsiębiorca, polityk, kongresmen (zm. 1910)
- 1862 – James Veitch, szkocki rugbysta (zm. 1917)
- 1863 – Marian Raciborski, polski botanik, pionier ruchu ochrony przyrody w Polsce (zm. 1917)
- 1867 – Vintilă Brătianu, rumuński polityk, premier Rumunii (zm. 1930)
- 1868:
  - Edmund Gibbons, amerykański duchowny katolicki, biskup Albany (zm. 1964)
  - Václav Klement, czeski ekonomista, przedsiębiorca (zm. 1938)
- 1870 – John Pius Boland, irlandzki tenisista, polityk (zm. 1958)
- 1872 – Kathleen Nunneley, nowozelandzka tenisistka (zm. 1956)
- 1874 – Edward Puchalski, polski reżyser i scenarzysta filmowy, pionier polskiej kinematografii (zm. 1942)
- 1877 – Teodor Sobański, polski działacz gospodarczy, polityk, kierownik resortu aprowizacji (zm. 1933)
- 1878:
  - Karl Albiker, niemiecki rzeźbiarz (zm. 1961)
  - Herwarth Walden, niemiecki pisarz, wydawca, kompozytor (zm. 1941)
- 1880 – Arvid Perslow, szwedzki żeglarz sportowy (zm. 1931)
- 1881 – Antoni Mińkiewicz, polski inżynier górnik, działacz społeczny, polityk (zm. 1920)
- 1883 – Thomas Ernest Hulme, brytyjski filozof, eseista, poeta (zm. 1917)
- 1885 – Karen Horney, niemiecka psychoanalityk, psychiatra (zm. 1952)
- 1886 – Marian Żółkiewski, polski oficer, kawaler Orderu Virtuti Militari (zm. ?)
- 1887:
  - Hans Arp, francuski malarz, grafik, rzeźbiarz, poeta pochodzenia niemieckiego (zm. 1966)
  - Nadia Boulanger, francuska kompozytorka, dyrygentka, pianistka (zm. 1979)
  - Kamato Hongō, japońska superstulatka (zm. 2003)
  - Witold Staniewicz, polski ekonomista, polityk, minister reform rolnych (zm. 1966)
- 1888 – Frans Sillanpää, fiński pisarz, laureat Nagrody Nobla (zm. 1964)
- 1889:
  - Mercédès Jellinek, córka austriackiego pioniera motoryzacji, której imię noszą samochody koncernu Mercedes-Benz (zm. 1929)
  - Michał Korczewski, polski botanik, biochemik, fitofizjolog (zm. 1954)
- 1891:
  - Julie Winnefred Bertrand, kanadyjska superstulatka (zm. 2007)
  - Karl Dönitz, niemiecki admirał, dowódca Kriegsmarine, prezydent III Rzeszy (zm. 1980)
  - Rudolf Ksander, polski podpułkownik piechoty (zm. ?)
  - Czesław Marek, polski kompozytor, pianista (zm. 1985)
- 1892:
  - Włodzimierz Bobrownicki, polski chemik technolog, wykładowca akademicki (zm. 1980)
  - Marcin Gawłowski, polski major piechoty (zm. 1959)
  - Stanisław Jóźwiak, polski polityk, poseł na Sejm i II Rady Narodowej RP (zm. 1964)
- 1893:
  - Alexander Korda, brytyjski reżyser filmowy (zm. 1956)
  - Albert Szent-Györgyi, węgierski biochemik, laureat Nagrody Nobla (zm. 1986)
- 1894:
  - Adam Błotnicki, polski major piechoty (zm. ?)
  - Étienne Bonnes, francuski rugbysta (zm. ?)
- 1895:
  - Karol Rathaus, polski kompozytor (zm. 1954)
  - Franciszek Żwirko, polski porucznik pilot (zm. 1932)
- 1897 – Wacław Kuchar, polski lekkoatleta, piłkarz, narciarz, łyżwiarz, hokeista (zm. 1981)
- 1898 – Kazimierz Cyprian Ujazdowski, polski adwokat, działacz konspiracyjny (zm. 1942)
- 1899:
  - Marian Ludwik Sochański, polski major artylerii, samorządowiec, starosta powiatu zamojskiego, więzień polityczny (zm. 1954)
  - Hans Swarowsky, węgiersko-austriacki dyrygent, pedagog, pisarz, tłumacz pochodzenia żydowskiego (zm. 1975)
- 1900:
  - Laurence Jackson, szkocki curler (zm. 1984)
  - Iwan Maslennikow, radziecki generał armii, polityk (zm. 1954)
- 1901:
  - Ugo Frigerio, włoski lekkoatleta, chodziarz (zm. 1968)
  - William K. Jackson, amerykański działacz religijny, członek Ciała Kierowniczego Świadków Jehowy (zm. 1981)
- 1902:
  - Germaine Richier, francuska rzeźbiarka (zm. 1959)
  - Veli Saarinen, fiński biegacz narciarski (zm. 1969)
- 1903:
  - Anna Strzelecka, polska historyk, mediewistka (zm. 1975)
  - Joe Venuti, włosko-amerykański muzyk jazzowy (zm. 1978)
- 1904:
  - Adam Harasowski, polski kompozytor, dyrygent (zm. 1996)
  - Michał Rapacz, polski duchowny katolicki, Sługa Boży (zm. 1946)
- 1905:
  - Gösta Dunker, szwedzki piłkarz (zm. 1973)
  - Vladimír Holan, czeski poeta, tłumacz (zm. 1980)
- 1906:
  - Jack Churchill, brytyjski podpułkownik (zm. 1996)
  - Antoni Kleszczycki, polski chemik, wykładowca akademicki (zm. 1974)
- 1908 – Friedrich Torberg, austriacki dziennikarz, pisarz, krytyk literacki, tłumacz (zm. 1979)
- 1909 – Klementyna Sołonowicz-Olbrychska, polska pisarka (zm. 1995)
- 1910:
  - Erich Kempka, niemiecki działacz nazistowski, kierowca Adolfa Hitlera (zm. 1975)
  - Karl Kling, niemiecki kierowca wyścigowy (zm. 2003)
- 1912:
  - György Sárosi, węgierski piłkarz, trener (zm. 1993)
  - Fiodor Tonkich, radziecki generał pułkownik (zm. 1987)
- 1913:
  - Władysław Drelicharz, polski kapitan (zm. 1944)
  - Zbigniew Graczyk, polski aktor, malarz (zm. 1992)
  - Félicien Marceau, belgijsko-francuski prozaik, dramaturg, eseista, scenarzysta filmowy, publicysta (zm. 2012)
- 1914:
  - Tadeusz Kobyliński, polski porucznik, cichociemny (zm. 1961)
  - Mieczysław Orzeł, polski kapitan, szef sztabu Batalionów Chłopskich (zm. 1980)
  - Josef Peters, niemiecki kierowca wyścigowy (zm. 2001)
- 1915 – Tadeusz Koszarowski, polski chirurg, onkolog (zm. 2002)
- 1916:
  - Karol Martel, polski filozof marksistowski (zm. 2000)
  - M.S. Subbulakshmi, indyjska śpiewaczka klasyczna (zm. 2004)
- 1917:
  - Stefan Jarzębski, polski polityk, minister ochrony środowiska i zasobów naturalnych (zm. 2008)
  - Alwyn Schlebusch, południowoafrykański polityk, wiceprezydent RPA (zm. 2008)
- 1918:
  - Allenby Chilton, angielski piłkarz, trener (zm. 1996)
  - Zdzisław Gomoła, polski polityk, poseł na Sejm PRL (zm. 1977)
  - Władysław Kędra, polski pianista, pedagog (zm. 1968)
- 1919:
  - Sven-Erik Bäck, szwedzki kompozytor, dyrygent, skrzypek (zm. 1994)
  - Tadeusz Czwordon, polski muzyk, kolekcjoner, popularyzator i budowniczy instrumentów muzycznych (zm. 1995)
  - Ku Sang, południowokoreański poeta (zm. 2004)
- 1920:
  - Hannie Schaft, holenderska studentka, członkini ruchu oporu (zm. 1945)
  - J.J.C. Smart, australijski filozof, wykładowca akademicki (zm. 2012)
  - Jean Tricart, francuski geograf, wykładowca akademicki (zm. 2003)
- 1921:
  - Slavo Cagašík, czeski taternik, narciarz, pilot (zm. 1948)
  - Jerzy Danielewicz, polski historyk, wykładowca akademicki (zm. 1997)
  - Stanisława Zawadecka-Nussbaum, polska polityk, poseł na Sejm PRL (zm. 2012)
- 1922:
  - Guy Hamilton, brytyjski reżyser filmowy (zm. 2016)
  - Janis Paige, amerykańska aktorka (zm. 2024)
  - Tatjana Sumarokowa, radziecka porucznik lotnictwa, dziennikarka (zm. 1997)
- 1923:
  - Robert Coldwell Wood, amerykański działacz państwowy (zm. 2005)
  - Lee Kuan Yew, singapurski polityk, premier Singapuru (zm. 2015)
- 1924:
  - Lauren Bacall, amerykańska aktorka (zm. 2014)
  - Gianfranco De Bosio, włoski reżyser filmowy i teatralny (zm. 2022)
  - Heinz Müller, niemiecki kolarz torowy i szosowy (zm. 1975)
- 1925:
  - Charlie Byrd, amerykański gitarzysta jazzowy (zm. 1999)
  - Christian Cabrol, francuski lekarz, kardiochirurg i transplantolog, polityk (zm. 2017)
  - Joseph Gabriel Fernandez, indyjski duchowny katolicki, biskup Quilonu (zm. 2023)
  - Charles Haughey, irlandzki polityk, prezydent Irlandii (zm. 2006)
  - B.B. King, amerykański muzyk i wokalista bluesowy (zm. 2015)
  - Franciszek Socha, polski polityk, poseł na Sejm PRL (zm. 2010)
  - Morgan Woodward, amerykański aktor (zm. 2019)
- 1926:
  - Gerard Mach, polski lekkoatleta, sprinter, trener (zm. 2015)
  - Lucas Moreira Neves, brazylijski duchowny katolicki, arcybiskup Salvadoru, kardynał (zm. 2002)
- 1927:
  - Tadeusz Basiewicz, polski inżynier, wykładowca akademicki (zm. 2016)
  - Matthew Cao Xiangde, chiński duchowny katolicki, biskup Hangzhou (zm. 2021)
  - Peter Falk, amerykański aktor pochodzenia żydowskiego (zm. 2011)
  - Sadako Ogata, japońska dyplomatka (zm. 2019)
  - Augustyn Wajda, polski socjolog, politolog, wykładowca akademicki
- 1928:
  - John Adel Elya, libański duchowny melchicki, eparcha Newton (zm. 2019)
  - Jerzy Kłosowski, polski scenograf (zm. 2007)
  - Colin Morris, brytyjski historyk, mediewista, wykładowca akademicki (zm. 2021)
  - Stefania Żubrówna, polska aktorka (zm. 1996)
- 1929:
  - Dżamszid ibn Abd Allah, ostatni sułtan Zanzibaru (zm. 2024)
  - Hans Bouwmeester, holenderski szachista
  - Newton da Costa, brazylijski matematyk, logik, filozof, wykładowca akademicki (zm. 2024)
  - Ragnar Graeffe, fiński lekkoatleta, płotkarz i sprinter (zm. 2005)
  - Edmund Kosiarz, polski komandor porucznik, dziennikarz, pisarz (zm. 1994)
  - Mihallaq Luarasi, albański reżyser teatralny (zm. 2017)
  - Verica Nedeljković, serbska szachistka (zm. 2023)
  - Florentyna Rzemieniuk, polska historyk, wykładowczyni akademicka (zm. 2020)
  - Jerome Soltan, amerykański architekt (zm. 2010)
- 1930:
  - Ken Coates, brytyjski socjolog, polityk, publicysta, pacyfista (zm. 2010)
  - Anne Francis, amerykańska aktorka (zm. 2011)
  - Maria Lorentz, polska historyk sztuki, polityk, poseł na Sejm PRL (zm. 2018)
- 1931:
  - Tadeusz Gocłowski, polski duchowny katolicki, arcybiskup metropolita gdański (zm. 2016)
  - Kazimierz Krzos, polski pułkownik, historyk (zm. 2003)
  - Werner Lueg, niemiecki lekkoatleta, średniodystansowiec (zm. 2014)
  - George Sudarshan, indyjski fizyk teoretyczny, wykładowca akademicki (zm. 2018)
- 1932:
  - George Chakiris, amerykański aktor, tancerz
  - Arstanbek Düjszejew, radziecki i kirgiski polityk (zm. 2003)
  - Anna Martuszewska, polska literaturoznawczyni, profesor nauk humanistycznych
  - Czesław Nowicki, polski piłkarz (zm. 2002)
- 1933:
  - Krzysztof Pankiewicz, polski scenograf (zm. 2001)
  - Vincenzo Scotti, włoski polityk
  - Mieczysław Wyględowski, polski lekarz, polityk, senator RP
- 1934:
  - Kurt Armbruster, szwajcarski piłkarz (zm. 2019)
  - Elgin Baylor, amerykański koszykarz, trener (zm. 2021)
  - Bolesław Dubicki, polski zapaśnik, trener (zm. 2004)
  - Hans Arnold Engelhard, niemiecki prawnik, polityk (zm. 2008)
- 1935:
  - Carl Andre, amerykański rzeźbiarz, artysta minimalistyczny (zm. 2024)
  - Regina Schöpf, austriacka narciarka alpejska (zm. 2008)
  - Ireneusz Krzysztof Szmidt, polski poeta (zm. 2021)
  - Esther Vilar, niemiecka pisarka, dramaturg
- 1936:
  - Leonard Boguszewski, polski generał brygady (zm. 2016)
  - Otto Göbl, niemiecki bobsleista (zm. 2009)
  - Rudolf Pastucha, polski duchowny luterański, biskup diecezji katowickiej (zm. 2022)
- 1937:
  - Pavel Bobek, czeski architekt, piosenkarz (zm. 2013)
  - Aleksandr Miedwied, białoruski zapaśnik (zm. 2024)
  - Karel Milota, czeski poeta, prozaik, tłumacz, literaturoznawca (zm. 2002)
- 1939:
  - Breyten Breytenbach, południowoafrykański pisarz, malarz (zm. 2024)
  - Bill McGill, amerykański koszykarz (zm. 2014)
  - Ja’akow Ne’eman, izraelski prawnik, polityk, minister sprawiedliwości i finansów (zm. 2017)
- 1940:
  - Butch Buchholz, amerykański tenisista, działacz sportowy
  - Jutta Heine, niemiecka lekkoatletka, sprinterka
  - Ómar Ragnarsson, islandzki ekolog
  - Andrzej Sankowski, polski chirurg ogólny i plastyczny
- 1941:
  - Maciej Zenon Bordowicz, polski pisarz, aktor, reżyser teatralny (zm. 2009)
  - Richard Perle, amerykański politolog, publicysta, lobbysta pochodzenia żydowskiego
  - Wiesław Ptak, polski chemik, wykładowca akademicki (zm. 2004)
  - Jan Sylwestrzak, polski dziennikarz, polityk (zm. 2018)
- 1942:
  - Dagmara Bollová, słowacka nauczycielka, polityk
  - Marek Rusin, polski polityk, minister łączności
  - Ángel San Casimiro Fernández, hiszpański duchowny katolicki, biskup diecezjalny Alajueli
- 1943:
  - Alain Colas, francuski żeglarz sportowy (zm. 1978)
  - Janusz Dziubiński, polski aktor
  - Tomasz Knapik, polski lektor (zm. 2021)
  - Oskar Lafontaine, niemiecki polityk
  - Korneliusz Pacuda, polski dziennikarz muzyczny
- 1944:
  - Keith Lawrence, nowozelandzki sędzia i działacz rugby
  - Václav Migas, czeski piłkarz (zm. 2000)
  - Pik-Sen Lim, chińska aktorka (zm. 2025)
  - Ard Schenk, holenderski łyżwiarz szybki
  - Julia Thorne, amerykańska pisarka (zm. 2006)
- 1945:
  - Andrzej Drażyk, polski piłkarz (zm. 2017)
  - Stanisław Paczka, polski saneczkarz (zm. 1969)
  - Wiesław Rosocha, polski grafik (zm. 2020)
  - Pat Stevens, amerykańska aktorka (zm. 2010)
- 1946:
  - Tadeusz Ereciński, polski prawnik, sędzia, socjolog
  - Setsuko Inoue, japońska siatkarka
  - Reinhard Lauck, niemiecki piłkarz (zm. 1997)
  - Andrzej Ornat, polski polityk, naczelnik ZHP, minister ds. młodzieży
  - Camilo Sesto, hiszpański piosenkarz, autor tekstów (zm. 2019)
- 1947:
  - Ilona Gusenbauer, austriacka lekkoatletka, skoczkini wzwyż
  - Ambroży (Kantakuzen), rosyjski biskup prawosławny (zm. 2009)
  - Dieter Riedel, niemiecki piłkarz
  - Aleksandr Ruckoj, rosyjski generał, polityk
  - Luc Van den Bossche, belgijski i flamandzki prawnik, polityk
- 1948:
  - Edward Bielewicz, polski piłkarz (zm. 2020)
  - Ron Blair, amerykański basista, członek zespołu Tom Petty and the Heartbreakers
  - Rosie Casals, amerykańska tenisistka
  - Kenny Jones, brytyjski perkusista, członek zespołów: The Small Faces, The Faces i The Who
  - Arthur Schnabel, niemiecki judoka
- 1949:
  - Ed Begley Jr., amerykański aktor, ekolog
  - Paolo Brera, włoski dziennikarz, pisarz, tłumacz (zm. 2019)
  - Aldo di Cillo Pagotto, brazylijski duchowny katolicki, arcybiskup Paraíby (zm. 2020)
  - Ibrahim Ghali, zachodniosaharyjski polityk, dyplomata, prezydent Sahary Zachodniej
  - Janusz Rewiński, polski aktor, satyryk, polityk, poseł na Sejm RP (zm. 2024)
  - Percy Rojas, peruwiański piłkarz
  - Anna Szyszka, polski prawnik, polityk, wojewoda warmińsko-mazurski
  - Yoshiho Umeda, japoński przedsiębiorca, działacz opozycji demokratycznej w okresie PRL (zm. 2012)
- 1950:
  - Mirosław Jabłoński, polski trener i działacz piłkarski
  - Tarek Mitri, libański polityk
  - Loyola de Palacio, hiszpańska prawnik, polityk (zm. 2006)
  - Raisa Smiechnowa, białoruska lekkoatletka, biegaczka długodystansowa
- 1951:
  - Mira Briunina, rosyjska wioślarka
  - René van de Kerkhof, holenderski piłkarz
  - Willy van de Kerkhof, holenderski piłkarz
  - Irena Mazurkiewicz, polska strzelczyni sportowa
  - Cornelius Sim, brunejski duchowny katolicki, wikariusz apostolski Brunei, kardynał (zm. 2021)
  - Romuald Turkowski, polski historyk, wykładowca akademicki
- 1952:
  - Wojciech Gulin, polski psycholog, samorządowiec, wojewoda wrocławski (zm. 2020)
  - Salah Larbes, algierski piłkarz (zm. 2024)
  - Česlovas Laurinavičius, litewski historyk, politolog, wykładowca akademicki
  - Karen Muir, południowoafrykańska pływaczka (zm. 2013)
  - Fatos Nano, albański polityk, premier Albanii
  - Mickey Rourke, amerykański aktor, scenarzysta filmowy
- 1953:
  - Thabet El-Batal, egipski piłkarz, bramkarz (zm. 2005)
  - Kurt Fuller, amerykański aktor
  - Nancy Huston, kanadyjska pisarka
  - Mark Malloch-Brown, brytyjski polityk
  - Gabriele Marchesi, włoski duchowny katolicki, biskup Floresty w Brazylii
  - Manuel Pellegrini, chilijski trener piłkarski
  - Tadeusz Radzik, polski historyk, politolog, wykładowca akademicki (zm. 2009)
- 1954:
  - Patrick Bourdais, francuski kierowca wyścigowy
  - Teresa Latuszewska-Syrda, polska aktorka, działaczka kulturalna
  - Colin Newman, brytyjski muzyk, producent muzyczny
  - Aleksander Socha, polski agronom, urzędnik państwowy, wicewojewoda warmińsko-mazurski
  - Tatiana Sosna-Sarno, polska aktorka
  - Rifat Turk, izraelski piłkarz, trener, polityk pochodzenia arabskiego
- 1955:
  - Ron Brewer, amerykański koszykarz
  - Sandy Petersen, amerykański projektant gier komputerowych i fabularnych
  - Robin Yount, amerykański baseballista
- 1956:
  - Anatolij Biełogłazow, rosyjski zapaśnik
  - Siergiej Biełogłazow, rosyjski zapaśnik
  - David Copperfield, amerykański iluzjonista
  - Mariusz Klimczyk, polski lekkoatleta, tyczkarz
- 1957:
  - Marián Chovanec, słowacki duchowny katolicki, biskup bańskobystrzycki
  - Keith Connor, brytyjski lekkoatleta, trójskoczek
  - Mark Diesen, amerykański szachista (zm. 2008)
  - Maria Gładkowska, polska aktorka
  - David McCreery, północnoirlandzki piłkarz, trener
  - Pierre Moscovici, francuski polityk pochodzenia żydowskiego
  - Anca Parghel, rumuńska wokalistka, pianistka i kompozytorka jazzowa (zm. 2008)
  - Jan Przewoźnik, polski psycholog, szachista (zm. 2023)
- 1958:
  - Orel Hershiser, amerykański baseballista
  - Mladen Ivanić, bośniacki polityk narodowości serbskiej
  - Neville Southall, walijski piłkarz, bramkarz
  - Zenon Szczepankowski, polski inżynier, samorządowiec, starosta przasnyski
  - Jennifer Tilly, amerykańska aktorka
- 1959:
  - Marek Górnisiewicz, polski rysownik komiksowy (zm. 2006)
  - Hieronim Kupczyk, polski major (zm. 2003)
  - Aleksandrs Obižajevs, łotewski lekkoatleta, tyczkarz
  - Victory Tischler-Blue, amerykańska gitarzystka, fotografka, aktorka reżyserka, scenarzystka i producentka filmowa
- 1960:
  - Danny John-Jules, brytyjski aktor, tancerz, piosenkarz
  - Taneti Maamau, kiribatyjski polityk, prezydent Kiribati
  - Tonino Viali, włoski lekkoatleta, średniodystansowiec
- 1961:
  - Marek Dochnal, polski przedsiębiorca
  - Annamária Szalai, węgierska dziennikarka, polityk (zm. 2013)
  - Jadwiga Wojciechowska, polska siatkarka
- 1962:
  - Grażyna Bułka, polska aktorka
  - Erik Hajas, szwedzki piłkarz ręczny
  - Håkan Juholt, szwedzki dziennikarz, polityk
  - Radzisław Kordek, polski patomorfolog, wykładowca akademicki
  - Goran Perkovac, chorwacki piłkarz ręczny
  - Maciej Żak, polski reżyser filmowy
- 1963:
  - Luc Frieden, luksemburski polityk, premier Luksemburga
  - Magne Havnå, norweski bokser (zm. 2004)
  - Michalina Maciuszek, polska biegaczka narciarska
  - Richard Marx, amerykański piosenkarz, autor tekstów, kompozytor, producent muzyczny
  - Katarzyna Popieluch-Bryniarska, polska biegaczka narciarska
  - Nick Thometz, amerykański łyżwiarz szybki
- 1964:
  - Nicolas Hénard, francuski żeglarz sportowy
  - Rossy de Palma, hiszpańska aktorka
  - Adam Pawliczek, polski żużlowiec, trener
  - Pavol Rankov, słowacki pisarz
  - Dave Sabo, amerykański gitarzysta, członek zespołów Skid Row i Bon Jovi
  - Molly Shannon, amerykańska aktorka, scenarzystka filmowa
- 1965:
  - Carlos Alberto Breis, brazylijski duchowny katolicki, biskup Juazeiro, arcybiskup Maceió
  - Maria Chiara Carrozza, włoska fizyk, wykładowczyni akademicka, polityk
  - Jacek Fabrowicz, polski operator filmowy
  - Katy Kurtzman, amerykańska aktorka, reżyserka, producentka i scenarzystka filmowa
  - Didier Noblot, francuski duchowny katolicki, biskup Saint-Flour
  - Karl-Heinz Riedle, niemiecki piłkarz, trener
- 1966:
  - Denis Delić, serbski reżyser filmowy, aktor
  - Piotr Dziadzio, polski geolog, urzędnik państwowy
  - John Bel Edwards, amerykański polityk, gubernator Luizjany
  - Raúl Magaña, meksykański aktor, model
  - Kevin Young, amerykański lekkoatleta, płotkarz
- 1967:
  - Maria Luís Albuquerque, portugalska ekonomistka, polityk
  - Wojciech Dakiniewicz, polski lekkoatleta, tyczkarz
  - Krzysztof Dudek, polski prawnik, adwokat, dyrektor teatru
  - Artur Jurkowski, polski samorządowiec, wicewojewoda dolnośląski
  - Ali Akbar Neżad, irański zapaśnik
  - Alain Claude Bilie By Nze, gaboński polityk, premier Gabonu
  - Hiroya Oku, japoński mangaka
  - Mike Smith, kanadyjski lekkoatleta, wieloboista
- 1968:
  - Rafael Alkorta, hiszpański piłkarz narodowości baskijskiej
  - Marc Anthony, amerykański piosenkarz, aktor pochodzenia portorykańskiego
  - Walt Becker, amerykański reżyser, scenarzysta i producent filmowy
  - Tara Cross-Battle, amerykańska siatkarka
  - Marcin Jędrych, polski dziennikarz radiowy
  - Krzysztof Kuźniecow, polski hokeista
  - Beniamin (Tupieko), białoruski biskup prawosławny
  - Jarosław Ziętara, polski dziennikarz śledczy (zm. 1992)
- 1969:
  - Andy Borodow, kanadyjski zapaśnik
  - Hernán Cristante, argentyński piłkarz, bramkarz, trener
  - Elżbieta Frątczak, polska lekkoatletka, oszczepniczka
  - Witold Jabłoński, polski dziennikarz, samorządowiec, wicemarszałek województwa zachodniopomorskiego
  - Robert Miniak, polski prozaik, poeta
  - Roy Paci, włoski piosenkarz, muzyk
  - Zbigniew Wyciszkiewicz, polski piłkarz
  - Arno van Zwam, holenderski piłkarz, bramkarz
- 1970:
  - Ivar Asjes, polityk z Curaçao, premier
  - Piotr Basta, polski wioślarz
  - Michał Milowicz, polski aktor, piosenkarz
  - Jurij Nikiforow, rosyjski piłkarz
  - Ján Počiatek, słowacki przedsiębiorca, polityk
- 1971:
  - Annelise Coberger, nowozelandzka narciarka alpejska
  - Karsten Kobs, niemiecki lekkoatleta, młociarz
  - Sylwan (Mănuilă), rumuński biskup prawosławny
  - Amy Poehler, amerykańska aktorka
  - Sonsee, amerykański raper
  - Zilla Huma Usman, pakistańska obrończyni praw człowieka (zm. 2007)
- 1972:
  - Sprent Dabwido, naurański sztangista, polityk, prezydent Nauru (zm. 2019)
  - Mike Doyle, amerykański aktor
  - Grzegorz Falkowski, polski aktor
  - Vebjørn Rodal, norweski lekkoatleta, średniodystansowiec
  - Przemysław Semczuk, polski dziennikarz, publicysta, pisarz
  - Daniele Vergnaghi, włoski siatkarz
- 1973:
  - Camiel Eurlings, holenderski polityk
  - Aleksandrs Isakovs, łotewski piłkarz
  - Michał Staniszewski, polski kajakarz górski
  - Aleksandr Winokurow, kazachski kolarz szosowy
- 1974:
  - Edgar Cardenas, meksykański bokser
  - Julián Castro, amerykański polityk pochodzenia meksykańskiego
  - Frédéric Da Rocha, francuski piłkarz pochodzenia portugalskiego
  - Lassina Diabaté, iworyjski piłkarz
  - Steffen Groth, niemiecki aktor
  - Mario Haas, austriacki piłkarz
  - Igor Janczewski, macedoński piłkarz
  - Loona, holenderska piosenkarka
  - Izabela Major, polska inżynier budownictwa, wykładowczyni akademicka
  - Lorenzo Manta, szwajcarski tenisista
  - Wendy Schaeffer, australijska jeźdźczyni sportowa
  - Ed Stoppard, brytyjski aktor
  - Aleksy Uchański, polski dziennikarz
- 1975:
  - Martin Baxa, czeski polityk, samorządowiec, prezydent Pilzna
  - Gal Fridman, izraelski żeglarz sportowy
  - Thomas Kronenes, norweski muzyk, kompozytor, wokalista, członek zespołów Obtained Enslavement i Gorgoroth
  - Rossana de los Ríos, paragwajska tenisistka
  - Armando Sá, mozambicki piłkarz
  - Małgorzata Zawadzka, polska aktorka
- 1976:
  - Adel Chedli, tunezyjski piłkarz
  - Elīna Garanča, łotewska śpiewaczka operowa (mezzosopran)
  - Jonathan Page, amerykański kolarz przełajowy i szosowy
  - Mohammad Samadi, algierski piłkarz, bramkarz
- 1977:
  - Alireza Dabir, irański zapaśnik
  - Grzegorz Mielczarek, polski aktor
  - Beata Prei, polska sztangistka
  - Josip Šimić, chorwacki piłkarz
- 1978:
  - Rusłan Bałtijew, kazachski piłkarz
  - Suad Filekovič, słoweński piłkarz
  - Piotr Gacek, polski siatkarz
  - Alina Gorghiu, rumuńska prawnik, polityk
  - Claudia Marx, niemiecka lekkoatletka, sprinterka
  - Ebrahim Mirzapour, irański piłkarz, bramkarz
  - Rayhon, uzbecka aktorka, piosenkarka
  - Viktor Szilágyi, austriacki piłkarz ręczny pochodzenia węgierskiego
  - Michael Uhrmann, niemiecki skoczek narciarski
- 1979:
  - Małgorzata Górnicka, polska judoczka
  - Anna Gryszkówna, polska aktorka
  - Tomasz Sobieraj, polski prawnik, samorządowiec, wicemarszałek województwa zachodniopomorskiego
  - Keisuke Tsuboi, japoński piłkarz
- 1980:
  - Jadel Gregório, brazylijski lekkoatleta, trójskoczek i skoczek w dal
  - Andżelika Piechowiak, polska aktorka
  - Tímea Tóth, węgierska piłkarka ręczna
  - Radoslav Zabavník, słowacki piłkarz
- 1981:
  - Sebastian Biederlack, niemiecki hokeista na trawie
  - Alexis Bledel, amerykańska aktorka
  - Alicja Curanović, polska humanistka, wykładowca akademicki
  - Reinhard Eberl, austriacki skoczek narciarski
  - Fan Bingbing, chińska aktorka, piosenkarka
  - L.U.C., polski raper, kompozytor, producent muzyczny
  - Zahid Məmmədov, azerski zawodnik taekwondo
  - Alexandra do Nascimento-Martínez, brazylijska piłkarka ręczna
  - Juan Severino Somoza, portugalski rugbysta
  - Marcin Wyrostek, polski akordeonista
- 1982:
  - Leon Britton, angielski piłkarz
  - Radosław Fogiel, polski samorządowiec, polityk, poseł na Sejm RP
  - Marián Had, słowacki piłkarz
  - Daniel Končal, słowacki siatkarz
  - Juan Carlos Nevado, niemiecki hokeista na trawie pochodzenia urugwajsko-hiszpańskiego
  - Fiete Sykora, niemiecki piłkarz
  - Alaksiej Szamarau, białoruski zapaśnik
  - Anselmo Vendrechovski Júnior, brazylijski piłkarz pochodzenia polskiego
- 1983:
  - Chang Yongxiang, chiński zapaśnik
  - Kirsty Coventry, zimbabwejska pływaczka
  - Anne Keothavong, brytyjska tenisistka
  - Paweł Kowalski, polski koszykarz
  - Allison Newham, australijska judoczka
  - Nora Reiche, niemiecka piłkarka ręczna
- 1984:
  - Sabrina Bryan, amerykańska aktorka, tancerka, wokalistka
  - Stanley Burrell, amerykański koszykarz
  - Joel Eriksson, szwedzki łyżwiarz szybki
  - Maryam Yusuf Jamal, etiopska lekkoatletka, biegaczka średniodystansowa
  - Joanna Kaczor-Bednarska, polska siatkarka
  - Katie Melua, brytyjska piosenkarka pochodzenia gruzińskiego
  - Ewa Piątkowska, polska bokserka
  - Johanna Schnarf, włoska narciarka alpejska
  - Katarzyna Skorupa, polska siatkarka
  - Małgorzata Skorupa, polska siatkarka
- 1985:
  - Johan Absalonsen, duński piłkarz
  - Johan Remen Evensen, norweski skoczek narciarski
  - Paola Ferrari, paragwajsko-włoska koszykarka
  - Dayro Moreno, kolumbijski piłkarz
  - Olga Panarina, białoruska kolarka torowa pochodzenia ukraińskiego
  - Katarzyna Toma, polska szachistka
  - Mina Watanabe, japońska judoczka
  - Madeline Zima, amerykańska aktorka pochodzenia polskiego
- 1986:
  - Gordon Beckham, amerykański baseballista
  - Alexander Fischer, duński piłkarz
  - Magdalena Fularczyk-Kozłowska, polska wioślarka
  - Ian Harding, amerykański aktor
  - Hasib Hussain, brytyjski terrorysta pochodzenia pakistańskiego (zm. 2005)
  - Hosejn Mahini, irański piłkarz
  - Kyla Pratt, amerykańska aktorka, piosenkarka
  - Beata Rainczuk, polska judoczka
  - Jonas Van Genechten, belgijski kolarz szosowy
- 1987:
  - Hanna Klein, niemiecka kolarka górska
  - Kyle Lafferty, północnoirlandzki piłkarz
  - Marlena Rybacha, polska hokeistka na trawie
  - Christina Schmidt, kanadyjska aktorka, modelka
  - Burry Stander, południowoafrykański kolarz górski (zm. 2013)
  - Katarzyna Świostek, polska lekkoatletka, płotkarka
- 1988:
  - Maret Balkestein-Grothues, holenderska siatkarka
  - Jessica Botter, szwajcarska lekkoatletka, tyczkarka
  - Joanna Osyda, polska aktorka
  - Shara Proctor, brytyjsko-włoska lekkoatletka, skoczkini w dal
  - Dimitris Siowas, grecki piłkarz
- 1989:
  - Takuya Aoki, japoński piłkarz
  - Marco Höger, niemiecki piłkarz
  - Braden Holtby, kanadyjski hokeista, bramkarz
  - Salomón Rondón, wenezuelski piłkarz
  - Joanna Sulej, polska łyżwiarka figurowa
  - Jorge Villafaña, amerykański piłkarz pochodzenia meksykańskiego
- 1990:
  - Jean Barrientos, urugwajski piłkarz
  - Karim Boudiaf, katarski piłkarz pochodzenia algierskiego
  - Oliver Naesen, belgijski kolarz szosowy
  - Laura Nezha, albańska piosenkarka
  - Tomislav Ternar, słoweński tenisista
- 1991:
  - Gregor Breinburg, arubański piłkarz
  - Mateusz Kudła, polski dziennikarz, reżyser filmów dokumentalnych
  - Kostas Lambru, grecki piłkarz, bramkarz
  - Alexandra Paul, kanadyjska łyżwiarka figurowa (zm. 2023)
  - Marlon Teixeira, brazylijski model, aktor
  - Doğaç Yıldız, turecki aktor
- 1992:
  - Vytenis Čižauskas, litewski koszykarz
  - Thomas Douglas-Powell, australijski siatkarz
  - Nick Jonas, amerykański muzyk, wokalista, aktor
  - Jonas Knudsen, duński piłkarz
  - Jatta Salmela, fińska lekkoatletka, tyczkarka
- 1993:
  - Jaron Blossomgame, amerykański koszykarz
  - Amy Bowtell, irlandzka tenisistka
  - Wasilij Jegorow, rosyjski bokser
- 1994:
  - Barvinsky, polski producent muzyczny, autor teledysków, grafik
  - Brandi Harvey-Carr, amerykańska koszykarka
  - Tori Jankoska, amerykańska koszykarka pochodzenia polskiego
  - Adam Kowalski, polski siatkarz
  - Anthony Mantha, kanadyjski hokeista
  - Aleksandar Mitrović, serbski piłkarz
  - Mina Popović, serbska siatkarka
  - Nigel Williams-Goss, amerykański koszykarz
- 1995:
  - Aaron Gordon, amerykański koszykarz,
  - Natalia Maliszewska, polska łyżwiarka szybka, specjalistka short tracku
  - Tevita Waranaivalu, fidżyjski piłkarz
- 1996:
  - Vanessa Aleksander, polsko-słowacka aktorka
  - Terence Groothusen, arubański piłkarz
  - Álvaro Hodeg, kolumbijski kolarz szosowy
- 1997:
  - Sara Fantini, włoska lekkoatletka, młociarka
  - Elena Kampouris, amerykańska aktorka
  - Arttu Mäkiaho, fiński kombinator norweski
  - Lea Meyer, niemiecka lekkoatletka, biegaczka długodystansowa
  - Aleksandra Parzeńska, polska koszykarka
  - Jackie Young, amerykańska koszykarka
- 1998:
  - Zoir Dzhuraboyev, tadżycki piłkarz
  - Robert Stannard, australijsko-nowozelandzki kolarz szosowy
- 1999:
  - Nawaf Al-Boushal, saudyjski piłkarz
  - Kyryło Dryszluk, ukraiński piłkarz
  - Robert Szwarcman, rosyjski kierowca wyścigowy
- 2000:
  - Michael Ameyaw, polski piłkarz pochodzenia ghańskiego
  - Oliver Skipp, angielski piłkarz
- 2001 – Bader Nasser, emiracki piłkarz
- 2002:
  - Juan Ayuso, hiszpański kolarz szosowy
  - Kennedy Chandler, amerykański koszykarz
  - Darja Semeņistaja, łotewska tenisistka
- 2003 – Douglas Sequeira, kostarykański piłkarz
- 2004 – Amir Reza Masumi, irański zapaśnik

## Zmarli
- 304 – Eufemia z Chalcedonu, rzymska męczennica, święta (ur. 289)
- 307 – Sewer II, cesarz rzymski (ur. ?)
- 655 – Marcin I, papież, święty (ur. ?)
- 1087 – Wiktor III, papież, błogosławiony (ur. ok. 1026)
- 1343 – Filip III, król Nawarry (ur. 1306)
- 1345 – Jan IV, książę Bretanii (ur. 1295)
- 1380 – Karol V Mądry, król Francji (ur. 1338)
- 1394 – Klemens VII, antypapież (ur. 1342)
- 1406 – Cyprian, bułgarski mnich, pisarz (ur. 1336)
- 1450 – Ludwik Aleman, francuski duchowny katolicki, arcybiskup Arles, kardynał, błogosławiony (ur. ok. 1380)
- 1477 – (data pogrzebu) Jan Kantakuzen (Janja), serbski arystokrata pochodzenia bizantyńskiego (ur. po 1435)
- 1498 – Tomás de Torquemada, hiszpański dominikanin, inkwizytor (ur. 1420)
- 1531 – Lorenzo Pucci, włoski duchowny katolicki, biskup Pistoi, kardynał (ur. 1458)
- 1540 – Enrique de Borja y Aragón, hiszpański kardynał (ur. 1518)
- 1542 – Diego Almagro Junior, hiszpański konkwistador (ur. 1514)
- 1549 – Jan Wielżyński, polski kupiec, burmistrz Poznania (ur. ?)
- 1580:
  - Amelia, księżniczka pomorska (ur. 1547)
  - Stanisław Twardy, polski duchowny katolicki, poeta, profesor Akademii Krakowskiej (ur. ok. 1532)
- 1583 – Katarzyna Jagiellonka, królewna polska, królowa szwedzka (ur. 1526)
- 1626:
  - Denis-Simon de Marquemont, francuski duchowny katolicki, arcybiskup Lyonu, prymas Galii, kardynał (ur. 1572)
  - Jean-Baptiste d’Ornano, francuski dowódca wojskowy, marszałek Francji (ur. 1583)
- 1628 – Ofiary prześladowań antykatolickich w Japonii:
  - Michał Himonoya, japoński tercjarz dominikański, męczennik, błogosławiony (ur. ?)
  - Paweł Himonoya, japoński tercjarz dominikański, męczennik, błogosławiony (ur. ?)
  - Dominik Shobyōye, japoński tercjarz dominikański, męczennik, błogosławiony (ur. ?)
- 1645 – Jan Macias, hiszpański dominikanin, święty (ur. 1585)
- 1652 – Giulio Roma, włoski kardynał (ur. 1584)
- 1661 – (data pogrzebu) Cornelis Vroom, holenderski malarz (ur. 1591)
- 1670 – William Pen, angielski admirał (ur. 1621)
- 1672 – Anne Bradstreet, amerykańska poetka (ur. ok. 1612)
- 1688 – Georg Thebesius, niemiecki kronikarz (ur. 1636)
- 1700:
  - Hiacynt od Aniołów, indiański męczennik, błogosławiony (ur. ok. 1660)
  - Jan Chrzciciel, indiański męczennik, błogosławiony (ur. ok. 1660)
- 1701 – Jakub II Stuart, król Anglii i Szkocji (ur. 1633)
- 1733 – Antonio Banchieri, włoski kardynał (ur. 1667)
- 1736 – Gabriel Fahrenheit, holenderski fizyk, inżynier pochodzenia niemieckiego (ur. 1686)
- 1744 – Michał Serwacy Wiśniowiecki, hetman wielki litewski, wojewoda wileński, kanclerz wielki litewski (ur. 1680)
- 1753 – Georg Wenzeslaus von Knobelsdorff, niemiecki architekt, malarz (ur. 1699)
- 1764 – Franciszek Jozjasz, książę Saksonii-Coburgu-Saalfeld (ur. 1697)
- 1777 – Simon Harcourt, brytyjski arystokrata, generał, polityk, dyplomata (ur. 1714)
- 1782 – Farinelli, włoski śpiewak operowy (sopran), kastrat (ur. 1705)
- 1792 – Nguyễn Huệ, cesarz Wietnamu (ur. 1753)
- 1799 – Franciszek Ryx, polski dworzanin pochodzenia flandryjskiego (ur. 1732)
- 1803 – Nicolas Baudin, francuski podróżnik, odkrywca (ur. 1754)
- 1819 – John Jeffries, amerykański lekarz, baloniarz (ur. 1744)
- 1824 – Ludwik XVIII, król Francji (ur. 1755)
- 1825 – Franciszek Karpiński, polski poeta (ur. 1741)
- 1829 – Walerian Madatow, rosyjski kniaź, generał (ur. 1782)
- 1840 – Bonifacy Witkowski, polski architekt (ur. 1800)
- 1846 – Andrzej Kim Tae-gŏn, koreański duchowny katolicki, męczennik, święty (ur. 1821)
- 1849 – Thomas Jones, walijski misjonarz protestancki (ur. 1810)
- 1851 – Jean Lugol, francuski lekarz (ur. 1788)
- 1855 – George Thomas Napier, brytyjski generał, administrator kolonialny (ur. 1784)
- 1857 – Eugeniusz Wirtemberski, książę, generał (ur. 1788)
- 1873 – Muhammad IV, sułtan Maroka (ur. 1803)
- 1874 – Maksymilian Gierymski, polski malarz (ur. 1846)
- 1876 – Henryk Krasiński, polski pisarz, uczestnik powstania listopadowego (ur. 1804)
- 1878 – Ernst Reissner, niemiecki anatom (ur. 1824)
- 1890 – Jan Kanty Gregorowicz, polski dziennikarz, pisarz (ur. 1818)
- 1892:
  - Jehuda Lejb Gordon, żydowski poeta, prozaik (ur. 1830)
  - Edward Henry Howard, brytyjski duchowny katolicki, biskup Frascati, kardynał (ur. 1829)
- 1896 – Antônio Carlos Gomes, brazylijski kompozytor pochodzenia portugalskiego (ur. 1836)
- 1902 – Konrad von Maurer, niemiecki historyk prawa, wykładowca akademicki (ur. 1823)
- 1903 – Berta Katscher, węgierska dziennikarka, pisarka, tłumaczka pochodzenia żydowskiego (ur. 1860)
- 1904 – Faustyn Żuk-Skarszewski, polski ziemianin, polityk (ur. 1919)
- 1906 – Jan Oczkowski, polski polityk, burmistrz Chrzanowa (ur. 1829)
- 1907 – Ludwik Fankanowski, polski lekarz internista, działacz społeczny (ur. 1864)
- 1910 – Hormuzd Rassam, asyryjski archeolog, dyplomata, podróżnik (ur. 1826)
- 1911:
  - Shunsō Hishida, japoński malarz (ur. 1874)
  - Edward Whymper, brytyjski wspinacz (ur. 1840)
- 1912 – Franciszek Kamieński, polski botanik (ur. 1851)
- 1915 – Joseph Higgins, irlandzki duchowny katolicki, biskup Rockhampton i Ballarat w Australii (ur. 1838)
- 1918 – Maurice Boyau, francuski rugbysta, pilot wojskowy, as myśliwski (ur. 1888)
- 1919 – Karl Augustin, niemiecki duchowny katolicki, biskup pomocniczy wrocławski (ur. 1847)
- 1920:
  - Karol Biel, polski sierżant pilot (ur. 1894)
  - Stanisław Latour, polski podporucznik piechoty (ur. 1898)
  - Horatio Torromé, brytyjski łyżwiarz figurowy, sędzia pochodzenia argentyńsko-brazylijskiego (ur. 1861)
  - Stanisław Udymowski, polski rotmistrz (ur. 1890)
  - Sławomir Użupis, polski kapitan piechoty (ur. 1891)
  - Franciszek Wątroba, polski porucznik artylerii (ur. 1893)
- 1922 – Johannes Wertheim-Salomonson, holenderski neurolog, radiolog (ur. 1864)
- 1923 – Noe Itō, japońska anarchistka, feministka, krytyk społeczny (ur. 1895)
- 1924 – Maria Woodworth-Etter, amerykańska ewangelistka (ur. 1844)
- 1925:
  - Leo Fall, austriacki kompozytor (ur. 1873)
  - Aleksandr Friedman, rosyjski matematyk, meteorolog, fizyk, kosmolog, wykładowca akademicki pochodzenia żydowskiego (ur. 1888)
- 1926 – Tadeusz Rybkowski, polski malarz, ilustrator (ur. 1848)
- 1931:
  - Juan Domingo Brown, argentyński piłkarz pochodzenia szkockiego (ur. 1888)
  - Umar al-Muchtar, libijski bohater narodowy (ur. 1862)
- 1932:
  - Peg Entwistle, walijska aktorka (ur. 1908)
  - Ronald Ross, brytyjski parazytolog, patolog, laureat Nagrody Nobla (ur. 1857)
- 1933:
  - Adolf Peretz, polski ekonomista, finansista, kupiec, publicysta pochodzenia żydowskiego (ur. 1855)
  - Raffaele Scapinelli di Léguigno, włoski kardynał, wysoki urzędnik Kurii Rzymskiej (ur. 1858)
- 1935:
  - Ryszard Bitner, polski generał brygady (ur. 1867)
  - Franciszek Czaki, polski dziennikarz, satyryk, działacz socjalistyczny pochodzenia żydowskiego (ur. 1874)
  - John Graham Lake, amerykański duchowny zielonoświątkowy, misjonarz, przedsiębiorca (ur. 1870)
- 1936:
  - Karl Buresch, austriacki polityk, kanclerz Austrii (ur. 1878)
  - Jean-Baptiste Charcot, francuski lekarz, żeglarz, polarnik (ur. 1867)
- 1938 – Kiyoto Koga, japoński pilot wojskowy, as myśliwski (ur. 1910)
- 1939:
  - Ludwig Richard Conradi, niemiecki duchowny adwentystyczny, publicysta (ur. 1856)
  - Antoni Dunin, polski porucznik (ur. 1907)
  - Siergiej Gricewiec, radziecki pilot wojskowy, as myśliwski (ur. 1909)
  - Alojzy Kot, polski polityk, poseł na Sejm RP (ur. 1881)
  - Józef Kustroń, polski generał brygady (ur. 1892)
  - Władysław Polesiński, polski kapitan dyplomowany pilot (ur. 1906)
  - Otto Wels, niemiecki polityk (ur. 1873)
- 1940 – Charles Cochrane-Baillie, brytyjski arystokrata, polityk, administrator kolonialny (ur. 1860)
- 1941:
  - Artur Hausner, polski działacz socjalistyczny, publicysta, polityk, poseł na Sejm Ustawodawczy i Sejm RP (ur. 1870)
  - Zygmunt Mocarski, polski bibliotekarz, bibliofil (ur. 1894)
  - Wasilij Trubaczenko, radziecki pilot wojskowy, as myśliwski (ur. 1912)
- 1942 – Carlo Bigatto, włoski piłkarz, trener (ur. 1895)
- 1943:
  - Hunan Awetisjan, radziecki starszy sierżant (ur. 1913)
  - Pawieł Korzun, radziecki generał porucznik (ur. 1893)
  - Wojciech Lachowicz, polski kapitan lekarz, polityk, wójt gminy Jagielnica, burmistrz Czortkowa, senator RP, Sprawiedliwy wśród Narodów Świata (ur. 1889)
- 1944 – Polegli w powstaniu warszawskim:
  - Włodzimierz Cegłowski, polski sierżant podchorąży, żołnierz AK (ur. 1921)
  - Lidia Daniszewska, polska sanitariuszka, żołnierz AK (ur. 1923)
  - Alicja Gołod-Gołębiowska, polska sanitariuszka, żołnierz AK (ur. 1922)
  - Jolanta Morońska, polska żołnierz AK (ur. 1927)
  - Zbigniew Ocepski, polski kapral podchorąży, żołnierz AK (ur. 1921)
  - Bolesław Pawłowicz, polski prawnik, żołnierz AK (ur. 1917)
  - Jerzy Pepłowski, polski harcmistrz, podporucznik AK (ur. 1924)
  - Eugeniusz Romański, polski kapitan, żołnierz AK (ur. 1918)
  - Tadeusz Schiffers, polski podharcmistrz, podporucznik, żołnierz AK (ur. 1921)
- 1944:
  - Gustav Bauer, niemiecki polityk, kanclerz Niemiec (ur. 1870)
  - Antoni Szadkowski, polski porucznik, komendant Polskiego Związku Wolności (ur. 1905)
- 1945:
  - Tadeusz Karyłowski, polski jezuita, poeta, tłumacz (ur. 1892)
  - John McCormack, irlandzki śpiewak operowy (tenor) (ur. 1884)
  - Bronisław Rydzewski, polski geolog, wykładowca akademicki, polityk, senator RP (ur. 1884)
- 1946 – James Hopwood Jeans, brytyjski fizyk, astronom, matematyk, wykładowca akademicki (ur. 1877)
- 1948 – Manuel Arce y Ochotorena, hiszpański duchowny katolicki, arcybiskup Tarragony, kardynał (ur. 1879)
- 1951 – Adolf Kaschny, niemiecki prawnik, polityk (ur. 1881)
- 1952:
  - Erik Lindén, szwedzki żeglarz sportowy (ur. 1880)
  - Fran Ramovš, słoweński językoznawca, wykładowca akademicki (ur. 1890)
- 1954:
  - Wiesław Lisowski, polski architekt (ur. 1884)
  - Józef Widajewicz, polski historyk, mediewista, wykładowca akademicki (ur. 1889)
- 1955:
  - Leo Amery, brytyjski polityk pochodzenia żydowskiego (ur. 1873)
  - Jan Kędzior, polski polityk, poseł na Sejm Śląski i senator RP (ur. 1880)
- 1956 – Klaus Landsberg, amerykański inżynier pochodzenia niemieckiego (ur. 1916)
- 1957:
  - Feliks Maciszewski, polski generał brygady, prawnik (ur. 1884)
  - Qi Baishi, chiński malarz, kaligraf, rytownik pieczęci (ur. 1864)
- 1958 – Alma Bennett, amerykańska aktorka (ur. 1904)
- 1959 – Leopold Skwierczyński, polski major lotnictwa, cichociemny, aktor, dyrektor teatralny (ur. 1905)
- 1960:
  - Clarence Childs, amerykański lekkoatleta, młociarz (ur. 1883)
  - Leo Spitzer, austriacki językoznawca, filolog romański, wykładowca akademicki (ur. 1887)
- 1961:
  - Hasan Polatkan, turecki polityk (ur. 1915)
  - Leon Rubinsztein, polski funkcjonariusz aparatu bezpieczeństwa, urzędnik państwowy pochodzenia żydowskiego (ur. 1912)
- 1962 – Jan Szczodrowski, polski polityk, prezydent Zawiercia i Częstochowy (ur. 1889)
- 1963 – Adam Chądzyński, polski inżynier, polityk, minister kolei (ur. 1882)
- 1965:
  - An Ik-tae, koreański kompozytor, dyrygent  (ur. 1906)
  - Tom Burridge, angielski piłkarz (ur. 1881)
  - Wacław Moycho, polski botanik, fizjolog, wykładowca akademicki (ur. 1884)
  - Fred Quimby, amerykański producent filmowy (ur. 1883)
  - Jan Witaszek, polski nauczyciel, polityk, poseł do KRN i na Sejm Ustawodawczy (ur. 1905)
- 1967 – Pawło Tyczyna, ukraiński poeta, tłumacz, publicysta, polityk (ur. 1891)
- 1968:
  - Anna Podgórska, polska nauczycielka, działaczka oświatowa i niepodległościowa (ur. 1885)
  - Antoni Pawłowski, polski duchowny katolicki, biskup włocławski (ur. 1903)
- 1969:
  - Prenk Jakova, albański muzyk, kompozytor (ur. 1917)
  - Bożena Kurowska, polska aktorka (ur. 1937)
- 1970 – Antal Róka, węgierski lekkoatleta, chodziarz (ur. 1927)
- 1971 – Lew Korczebokow, rosyjski piłkarz, hokeista, tenisista, trener piłkarski (ur. 1907)
- 1972 – Jan de Natris, holenderski piłkarz (ur. 1895)
- 1973 – Hermann Finsterlin, niemiecki architekt, malarz, rysownik, eseista (ur. 1887)
- 1974 – Johan Faye, norweski żeglarz sportowy (ur. 1889)
- 1975 – Leonard Weber, polski pszczelarz (ur. 1889)
- 1976 – Arkadij Walijski, ukraiński generał-chorąży (ur. 1894)
- 1977:
  - Marc Bolan, brytyjski gitarzysta, autor tekstów, wokalista, członek zespołów John’s Children i T. Rex (ur. 1947)
  - Maria Callas, amerykańska śpiewaczka operowa (sopran) pochodzenia greckiego (ur. 1923)
  - Johnny Logan, amerykański koszykarz, trener (ur. 1921)
- 1978:
  - Väinö Kajander, fiński zapaśnik (ur. 1893)
  - Sylwester Kaliski, polski generał, fizyk, polityk, minister nauki, szkolnictwa wyższego i techniki (ur. 1925)
- 1979:
  - Gio Ponti, włoski architekt (ur. 1891)
  - Rob Slotemaker, holenderski kierowca wyścigowy (ur. 1929)
  - Wacław Zadroziński, polski aktor, konferansjer (ur. 1914)
- 1980:
  - Iwan Koszkin, rosyjski emigracyjny ekonomista, demograf, wykładowca akademicki, publicysta (ur. 1895)
  - Jean Piaget, szwajcarski psycholog, biolog, epistemolog (ur. 1896)
- 1982 – Gunnar Dryselius, szwedzki prawnik, dyplomata (ur. 1907)
- 1985:
  - Jerzy Kędzierski, polski prozaik, poeta, eseista, historyk (ur. 1920)
  - Witold Wirpsza, polski pisarz, tłumacz (ur. 1918)
- 1987 – Christopher Soames, brytyjski polityk, administrator kolonialny, dyplomata (ur. 1920)
- 1988:
  - Wiesław Lange, polski malarz, scenograf (ur. 1914)
  - Richard Paul Lohse, szwajcarski malarz abstrakcjonista, grafik (ur. 1902)
  - Stefan Zbigniew Różycki, polski geolog, geograf (ur. 1906)
- 1989 – Anatolij Sliwko, rosyjski seryjny morderca (ur. 1938)
- 1992 – Emanuel Wilczok, polski historyk przemysłu (ur. 1917)
- 1993:
  - Bolesław Kielski, polski prezenter telewizyjny, spiker radiowy (ur. 1915)
  - Henri LaBorde, amerykański lekkoatleta, dyskobol (ur. 1909)
  - Rok Petrovič, słoweński narciarz alpejski (ur. 1966)
- 1994:
  - Johnny Berry, angielski piłkarz (ur. 1926)
  - Albert Decourtray, francuski duchowny katolicki, arcybiskup Lyonu, kardynał (ur. 1923)
- 1995 – Maria Schabowska, polska językoznawczyni (ur. 1925)
- 1996:
  - Stefania Kornacka, polska aktorka (ur. 1900)
  - Gene Nelson, amerykański aktor, scenarzysta i reżyser filmowy (ur. 1920)
- 1998:
  - Andrzej Trzaskowski, polski pianista, dyrygent, kompozytor, publicysta i krytyk muzyczny (ur. 1933)
  - Aleksandr Zguridi, rosyjski reżyser filmowy (ur. 1904)
- 2000 – Heorhij Gongadze, ukraiński dziennikarz (ur. 1969)
- 2001:
  - Samuel Z. Arkoff, amerykański producent filmowy pochodzenia żydowskiego (ur. 1918)
  - Leonid Osyka, rosyjski reżyser filmowy (ur. 1940)
- 2002:
  - Karl Huber, szwajcarski polityk, kanclerz federalny (ur. 1915)
  - François Xavier Nguyễn Văn Thuận, wietnamski duchowny katolicki, arcybiskup Ho Chi Minh, kardynał (ur. 1928)
- 2003:
  - Rafael Scharf, polski prawnik (ur. 1914)
  - Wanda Wertenstein, polska krytyk filmowa, reżyserka filmów dokumentalnych (ur. 1917)
- 2004:
  - Livio Maitan, włoski polityk, trockista (ur. 1923)
  - Lars Matton, szwedzki żeglarz sportowy (ur. 1924)
- 2005:
  - Arkadiusz Gołaś, polski siatkarz (ur. 1981)
  - Gordon Gould, amerykański fizyk (ur. 1920)
  - Jerzy Sołtan, polski architekt, teoretyk architektury (ur. 1913)
- 2006:
  - Sten Andersson, szwedzki polityk (ur. 1923)
  - Henryk Dasko, polski dziennikarz, eseista, tłumacz pochodzenia żydowskiego (ur. 1947)
  - George Estman, południowoafrykański kolarz szosowy i torowy (ur. 1922)
  - Zsuzsa Körmöczy, węgierska tenisistka (ur. 1924)
  - Anatol Lawina, polski działacz opozycji demokratycznej i podziemnej „Solidarności” (ur. 1940)
  - Rob Levin, amerykański programista (ur. 1955)
  - Bob Lewandowski, polski dziennikarz, działacz polonijny (ur. 1920)
  - Hieronim Skurpski, polski malarz, rysownik (ur. 1914)
- 2007:
  - Stanisław Biskupski, polski pisarz, korespondent wojenny (ur. 1917)
  - Robert Jordan, amerykański pisarz fantasy (ur. 1948)
  - Rolf Köhler, niemiecki wokalista, kompozytor, producent muzyczny (ur. 1951)
- 2008:
  - Liliana Czarska, polska aktorka (ur. 1925)
  - Norman Whitfield, amerykański kompozytor, producent muzyczny (ur. 1940)
- 2009 – Filip Nikolic, francuski piosenkarz, kompozytor, aktor (ur. 1974)
- 2010:
  - Martin Štěpánek, czeski aktor (ur. 1947)
  - Robert J. White, amerykański neurochirurg (ur. 1926)
- 2011 – Maria Sawicka, polska adwokat, działaczka społeczna (ur. 1923)
- 2012:
  - Kazimierz Kościelny, polski samorządowiec, wicemarszałek województwa wielkopolskiego (ur. 1948)
  - Ragnhilda, księżniczka norweska (ur. 1930)
- 2013 – Chin Peng, malezyjski rewolucjonista, polityk komunistyczny (ur. 1924)
- 2014 – Mirosława Furmanowa, polska farmaceutka (ur. 1927)
- 2015 – Stanisław Batruch, polski malarz (ur. 1935)
- 2016:
  - Tarık Akan, turecki aktor (ur. 1949)
  - Edward Albee, amerykański pisarz (ur. 1928)
  - Gabriele Amorth, włoski duchowny katolicki, paulista, egzorcysta watykański, pisarz (ur. 1925)
  - Theodore Wilbur Anderson, amerykański statystyk i ekonometra (ur. 1918)
  - Carlo Azeglio Ciampi, włoski bankowiec, polityk, premier i prezydent Włoch (ur. 1920)
  - Waldemar Dziki, polski reżyser i producent filmowy (ur. 1956)
  - António Monteiro, kabowerdyjski polityk, prezydent Republiki Zielonego Przylądka (ur. 1944)
  - Hovhannes Tcholakian, ormiański duchowny katolicki, archieparcha Konstantynopola (ur. 1919)
  - Kazimierz Mieczysław Ujazdowski, polski adwokat, polityk, poseł na Sejm kontraktowy (ur. 1934)
- 2017:
  - Jan Ciechowicz, polski teatrolog, historyk teatru, literaturoznawca (ur. 1949)
  - Janusz Frankowski, polski duchowny katolicki, biblista (ur. 1928)
  - Marek Horabik, polski zapaśnik, sędzia, trener (ur. 1961)
  - Petr Šabach, czeski pisarz (ur. 1951)
  - Elżbieta Wierniuk, polska skoczkini do wody (ur. 1951)
- 2018:
  - Klaus Baess, duński żeglarz sportowy (ur. 1924)
  - Kevin Beattie, angielski piłkarz (ur. 1953)
- 2019 – Luigi Colani, niemiecki projektant wzorów przemysłowych (ur. 1928)
- 2020:
  - Winston Groom, amerykański pisarz (ur. 1943)
  - Enrique Irazoqui, hiszpański aktor (ur. 1944)
  - Anna Kędzierska, polska polityk, minister handlu wewnętrznego i usług (ur. 1932)
  - Francisco Trois, brazylijski szachista (ur. 1946)
- 2021:
  - Gerard Czaja, polski działacz spółdzielczy, polityk, senator RP (ur. 1940)
  - Zbigniew Filipiak, polski żużlowiec (ur. 1950)
  - Dušan Ivković, serbski koszykarz, trener (ur. 1943)
  - Casimir Oyé-Mba, gaboński polityk, dyrektor Banku Państw Afryki Środkowej, premier Gabonu (ur. 1942)
  - Jane Powell, amerykańska aktorka (ur. 1929)
  - Andrzej Rybczyński, polski fotoreporter, fotografik (ur. 1943)
  - Clive Sinclair, brytyjski przedsiębiorca, informatyk, konstruktor, wynalazca (ur. 1940)
- 2022:
  - Mahsa Amini, irańska studentka narodowości kurdyjskiej (ur. 1999)
  - Wiesław Zimowski, polski nauczyciel, samorządowiec, członek zarządu województwa małopolskiego, wójt gminy Pleśna (ur. 1953)
  - Stanisław Żytkowski, polski prawnik, działacz społeczny, polityk, senator RP (ur. 1948)
- 2023:
  - Ivan Kristan, słoweński prawnik, wykładowca akademicki, polityk (ur. 1930)
  - John Marshall, brytyjski perkusista, członek zespołu Nucleus (ur. 1941)
  - Mykoła Rewucki, ukraiński piłkarz (ur. 1988)
  - Dariusz Szewczyk, polski inżynier, działacz społeczny i kulturalny (ur. 1954)
  - Abd al-Ati al-Ubajdi, libijski dyplomata, polityk, minister spraw zagranicznych, premier Libii (ur. 1939)
- 2024:
  - Yūko Arakida, japońska siatkarka (ur. 1954)
  - Robert Dill-Bundi, szwajcarski kolarz torowy i szosowy (ur. 1958)
  - Günther Steffen Henrich, niemiecki historyk, bizantynolog, neogrecysta, filolog (ur. 1938)
  - István Juhász, węgierski piłkarz (ur. 1945)
  - Barbara Leigh-Hunt, brytyjska aktorka (ur. 1935)